# Karine Espineira
Karine Espineira (Santiago, 2 de outubro de 1967) é uma socióloga, cineasta e ativista transgênero franco-chilena. Investigadora sócia na Universidade de Niza Sophia Antipolis desde 2012 e, desde 2017, membro sócia do Laboratório de Estudos de Gênero e Sexualidade da Universitdad de Paris VIII. Faz parte do comitê científico da Delegação Interministerial de Luta contra o Racismo, o Antissemitismo e o Ódio Anti-LGBT. Seu trabalho se destaca nos campos dos estudos de gênero, culturais e transgênero. Sua investigação é centrada nas construções midiáticas das transidentidades, sobre os modelos de gênero nos meios e os transfeminismos.

## Biografia
Quando nasceu em 1967, em Santiago, no Chile, lhe atribuíram o sexo masculino, porém, em 1996, realizou sua mudança de gênero. Formou-se em Literatura Moderna e Ciências da Informação e a Comunicação na Universidade Stendhal Grenoble 3 e na Universidade Autônoma de Barcelona, na Catalunha.

Retomou seus estudos universitários em 2007 na Universidade de Provenza (França). Em 2012 na Universidade de Niza-Sophia-Antipolis publicou sua tese doctoral, titulada "A construção midiática das transidentidades: uma modelagem social e midiática-cultural". Numa intervenção que realizou em 2011 sobre cultura trans e história, disse uma frase que costuma repetir:
"Não fale para minha mãe que trabalho com ciências sociais e humanas. Ela só me vê como trans e ativista".

### Trajetória profissional
Em 1995, trabalhou como jornalista independente em vários jornais, como o diário La Provence e o semanário Grenoble Infos. Durante a década de 2000, ocupou os postos de gerente de comunicação e capacitadora multimídia no campo da integração social e profissional em Champs Visuels, Marselha, e depois em Transition. Durante o mesmo período, participou no projeto europeu Equal, Solimar: Discriminación racial en contratación. Desde 2014, é membro do conselho editorial da revista Genre en série na Universidade Bordeaux Montaigne.
Entre 2015 e 2017, recebeu uma ajuda à investigação por parte do Institut Émilie-du-Châtelet, para trabalhar nas "Políticas transfeministas: alianças e conflitos entre movimentos trans e feministas", sob supervisão do sociólogo Éric Fassin. Desde 2017, faz parte do Laboratório de Estudos de Gênero e Sexualidade da Universidade de Paris-VIII. Desde 2019 fez parte do conselho científico de DILCRAH7. Em 2020, fez parte da equipe docente e supervisora do Mestrado em Estudos de Gênero, da Universidade de Paris-VIII.

### Carreira como ativista
Em 1996, enquanto tramitava sua mudança de gênero, uniu-se como voluntária à Associação da Síndrome de Benjamin que se ocupa da defesa da dignidade das pessoas transgênero e estava dirigida por Tom Reucher. Em 1998 com Maud-Yeuse Thomas, uniu-se aos seminários Zoo do grupo de estudos Queer que liderava o sociólogo María Hélèna/Sam Bourcier e participou nos Q Seminários que seriam publicados no livro Q as Queer, pela editora GayKitchCamp. Durante o período 1996-1999, escreveu na revista 3 Keller do Centro para Gays e Lésbicas de Paris. Posteriormente, trabalhou no design gráfico de Lesbia Magazine. Participou na comunicação da primeira marcha Existran e colaborou na criação do jornal transasociativo L'Identitaire  da ASB com Maud-Yeuse Thomas, Tom Reucher e Ionna Mayhead.
Em 2005, foi cofundadora da associação trans Sans Contrefaçon, com Maud-Yeuse Thomas. Esta associação dedica-se à produção de curtas com o espírito do bricolagem e campanhas com o Trans Activist Group. Entre 2005 e 2008, participou no conselho de administração das Universidades Euromediterráneas de Verão das Homosexualidades, na mesma época, participou no Centre Évolutif Lilith de Marselha. Também foi co-organizadora em 19 de julho de 2006 na cidade de Marselha, como parte do Dia Internacional de Solidariedade com Lésbicas Gais Bi e Trans de Irã.
Durante os anos de 2005-2008, dirigiu várias curta-metragens: Le Kissing, de  6min38seg em 2005; Gare aux trans, de 3min51seg em 2006; Transgénérations, 16min57seg, em 2006: e Transgénérations - versão 2, 19 minutos em 2008. Também foi consultora do documentário L'Ordre dês mots, de Cynthia Arra e Mélissa Arra.
Em 2010, foi cofundadora do Observatoire dês transidentités: um lugar independente para informação, produção de conhecimento e análise sobre questões trans, inter e de gênero. Desde 2013,Maud-Yeuse Thomas, Arnaud Alessandrin e Karine Espineira fundaram a revista Cahiers da transidentité, um observatório que se baseia em uma rede de actores de campo e associações de acadêmicos. Maud-Yeuse Thomas e Karine Espineira ainda são responsáveis pela revisão. Nesse mesmo ano, participou do documentário "Mês question sul lhes trans"  de Serge Moati, emitido o 17 de maio de 2011 por France 5.
Em 2011 incorporou-se à equipe de coordenação da campanha internacional Stop Trans Pathologization (STP). Os objetivos da campanha são a erradicação do transtorno de identidade de gênero das nomenclaturas internacionais: o DSM, Diagnostic and Statistical Manual of Mental Disorders (em português: Manual Diagnóstico e Estatístico de Transtornos Mentais), da Associação Estadounidense de Psiquiatría e a Classificação Internacional de Doenças da Organização Mundial da Saúde. A campanha propõe a inclusão de uma declaração não patológica na CIE-11. Em 2013, a campanha incluiu 370 grupos e redes de África, América Latina, América do Norte, Ásia, Europa e Oceania. Em 2014, os grupos GATE de Acção Global para a Igualdade Trans e STP uniram forças para trabalhar junto com a OMS para discutir possíveis mudanças à CIE-11.
Em 2013, incorporou-se ao coletivo CST, formado por associações de autoapoio para e por pessoas trans: ACCEPTESS-T, Chrysalide, Outrans, Observatoire dês Transidentités e AIDES.

## Prêmios e honrarias
- 2014: 2.º Prêmio à jovem investigadora francófona do CIS 2014, outorgado pela Sociedade Francesa de Ciências da Informação e a Comunicação (SFSIC).[22][23]
- 2014: Medalhista da Universidade de Nice-Sophia-Antipolis.[6]
- 2015: Prêmio Pierre Guénin16 contra a homofobia junto a Arnaud Alessandrin e a associação HM2F (Homossexual-lhe-s Musulman-ne-s de France) premiando a Jean-Paul Cluzel.[24]
- 2019: Grande prêmio de Gala Arc-em-Ciel, Conseil  Québecoi LGBT, reconhecendo a contribuição das pessoas à promoção e defesa dos direitos das pessoas lesbianas, gays, bisexuales e trans no palco internacional.[25]